# Homolobus hirashimai
Homolobus hirashimai är en stekelart som beskrevs av Maeto 1982. Homolobus hirashimai ingår i släktet Homolobus och familjen bracksteklar. Inga underarter finns listade i Catalogue of Life.